# Infurcitinea karadaghica
Infurcitinea karadaghica é uma espécie de insetos lepidópteros, mais especificamente de traças, pertencente à família Tineidae.
A autoridade científica da espécie é Zagulajev, tendo sido descrita no ano de 1979.
Trata-se de uma espécie presente no território português.